# Константиновское (муниципальный округ)

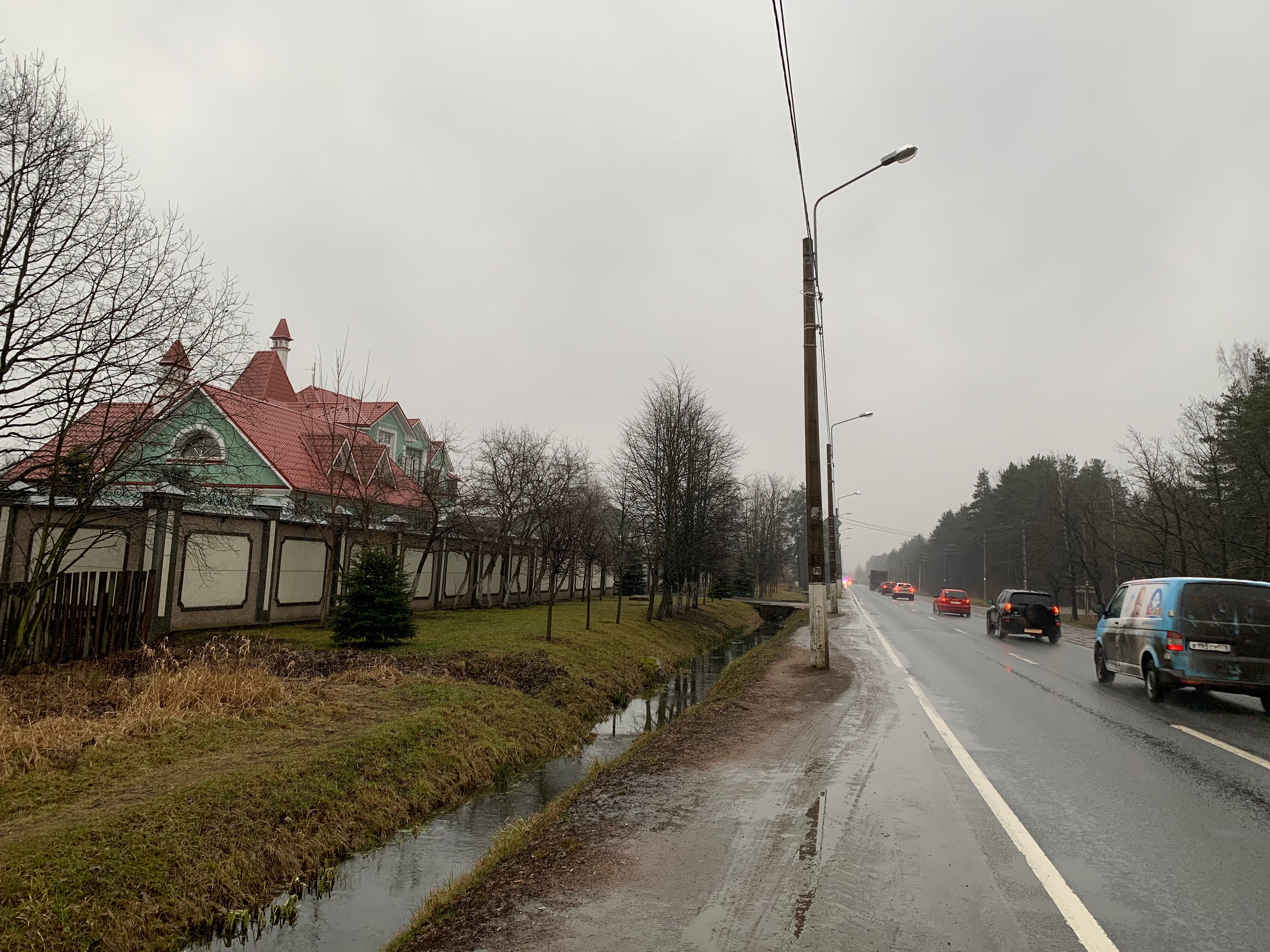
Красносельское шоссе

Константи́новское — муниципальный округ, муниципальное образование в составе Красносельского района Санкт-Петербурга.
До 14 августа 2008 года назывался муниципальным округом № 41.

## Границы территории
пр. Ветеранов, д.д. 144–180 (чётные); ул. Здоровцева, д.д. 21–35; ул. Тамбасова д.д. 13–31; ул. Тамбасова, д.д. 24–36; пр. Народного Ополчения, д.д. 223–249; ул. Пограничника Гарькавого, д.д. 33–53; ул. Пограничника Гарькавого, д.д. 34–48; ул. 2-я Комсомольская, д.д. 34–58; ул. 2-я Комсомольская, д.д. 33–57; ул. Лётчика Пилютова, д.д. 40–54; м/р Володарский

## Население
| 2002    | 2010    | 2012    | 2013    | 2014    | 2015    | 2016    |
| ------- | ------- | ------- | ------- | ------- | ------- | ------- |
| 34 747  | ↗36 674 | ↗37 170 | ↗37 313 | ↗37 577 | ↗37 755 | ↗38 548 |
| 2017    | 2018    | 2019    | 2020    | 2021    | 2023    | 2025    |
| ↘38 150 | ↗38 462 | ↗38 632 | ↗38 701 | ↘36 842 | ↘36 169 | ↘35 236 |

## Органы власти
Глава муниципального образования: Зыкова Татьяна Викторовна.